# ラール (俳優)
M・P・マイケル（M. P. Michael、1958年12月2日 - ）は、インドのマラヤーラム語映画で活動する俳優、脚本家、映画監督、映画プロデューサー。「ラール(Lal)」の芸名で知られ、映画製作会社ラール・メディア・アーツを経営している。

## 家族
M・A・ポールとフィロミナの息子として生まれる。父は著名なタブラ奏者であり、兄アレックス・ポールは作曲家、息子ラール・ジュニアは映画監督として活動している。

## キャリア
幼少期からの友人シッディーキーと共にカラバワンで演劇のキャリアをスタートさせる。ラールとシッディーキーは後に「シッディーキー＝ラール」のコンビで映画製作を手掛けるようになった。2人は『Nokkethadhoorathu Kannum Nattu』でファーシルの助監督を務め、映画業界でのキャリアをスタートさせた。コンビはシッディーキーが監督、ラールが脚本を分担して映画を製作していたが、1993年にコンビは解散し、ラールは脚本家から俳優に活動の重点を置くようになった。ただし、コンビ解散後も2人は共同で映画製作を行っており、1996年の『Hitler』ではプロデューサーとして独立後、初めてシッディーキー監督作品のプロデュースを手掛けた。1997年にジャヤラージの『Kaliyattam』で悪役を演じ、俳優デビューした。2012年に主演を務めた『Ozhimuri』での演技を評価され、国家映画賞 審査員特別賞を受賞した。

## 受賞歴
- ケララ州映画賞 大衆訴求力と芸術的価値を有する映画賞（英語版）：『Godfather』（1991年）
- ケララ州映画賞 主演男優賞（英語版）：『Thalappavu』（2008年）、『Ayaal』『Zachariayude Garbhinikal』（2013年）
- フィルムフェア賞 マラヤーラム語映画部門主演男優賞（英語版）：『Thalappavu』（2008年）
- アジアネット映画賞（英語版） 監督賞：『In Ghost House Inn』（2010年）
- 国家映画賞 審査員特別賞（英語版）：『Ozhimuri』（2012年）
- 南インド国際映画賞 マラヤーラム語映画部門助演男優賞：『Mahaveeryar』（2023年）[5]